# Stambedar
Stambedar – wyspa w Chorwacji położona na Morzu Adriatyckim. Leży 5,7 km na południowy zachód od miasta Hvar i 1 km na południe od wybrzeży wyspy Sveti Klement. Jej powierzchnia wynosi 2,99 ha; długość linii brzegowej 714 m, długość ok. 250 m, a szerokość do 150 m. Najwyższy punkt ma 31 m n.p.m. Wyspa należy do archipelagu Paklińskiego.